# Lína Tsaldári
Lína Tsaldári (en grec moderne : Λίνα Τσαλδάρη ; 1887 - 17 octobre 1981) est une femme politique grecque de droite. Elle est devenue la première femme ministre en Grèce en 1956, en tant que ministre de la Protection sociale dans le gouvernement de Konstantínos Karamanlís.

## Début de la vie
Lína Tsaldári est née Lína Lámpros (Λίνα Λάμπρος) en 1887. Elle est la fille de Spyrídon Lámpros (né en 1851 - décédé en 1919), qui succéda à Nikólaos Kalogerópoulos comme Premier ministre de la Grèce, d'octobre 1916 à février 1917. Tsaldári était d'origine aroumaine, tout comme son père. 

## Carrière politique
Lína Tsaldári est devenue la première femme à servir dans le gouvernement grec, en tant que ministre des Affaires sociales. Elle était également une suffragiste active. Après avoir siégé au Parlement, elle est devenue représentante permanente de la Grèce auprès des Nations Unies.

## Vie personnelle
Lína Tsaldári a épousé Panagís Tsaldáris (1868-1936) en 1919, la même année où son père meurt à Skópelos. Son mari a été Premier ministre de la Grèce.

## Mort
Elle meurt d'un accident vasculaire cérébral le 17 octobre 1981 à l'âge de 94 ans.